# Love Again (banda sonora)
Love Again es el álbum de la banda sonora de la película de comedia y drama romántico estadounidense "Love Again", dirigida por James C. Strouse y que se estrenará el 12 de mayo de 2023. El disco incluye cinco nuevas canciones interpretadas por Celine Dion, además de seis de sus grandes éxitos anteriores. El primer sencillo del álbum, también titulado "Love Again", fue lanzado el 13 de abril de 2023.

## Desarrollo
En octubre de 2020, se sumaron al elenco de la película, que en un principio se titulaba "Text for You", las estrellas Priyanka Chopra, Sam Heughan y Celine Dion. El rodaje se llevó a cabo desde octubre de 2020 hasta principios de 2021. En abril de 2022, se anunció que la película había cambiado de título a "It's All Coming Back to Me", en homenaje a la canción que Celine Dion interpretó en su álbum "Falling into You" de 1996. Sin embargo, en noviembre de 2022 se dio a conocer que su título definitivo sería "Love Again". La película se estrenará en las salas de cine de Estados Unidos el 5 de mayo de 2023.

## Canciones
La banda sonora de "Love Again" cuenta con 11 canciones de Celine Dion que se entrelazan con la trama y los personajes de la película. El álbum incluye cinco nuevas canciones de Dion y seis de sus éxitos anteriores, tales como "It's All Coming Back to Me Now", "All by Myself" y "That's the Way It Is". Además, se han seleccionado tres temas de la música original de la película para completar el álbum.

## Lanzamiento y promoción
El 13 de abril de 2023, Celine Dion presentó "Love Again", la primera canción de la banda sonora y su primer lanzamiento musical desde que le diagnosticaron el síndrome de la persona rígida en diciembre de 2022. Según Gil Kaufman de Billboard, es una conmovedora balada con suaves acordes de piano y guitarra acústica en la que Dion canta con delicadeza letras emotivas, como: "Porque no tienes que mover una montaña, solo sigue avanzando/ Cada movimiento es una nueva emoción/ Y no tienes que encontrar las respuestas, solo sigue intentando/ El sol volverá a salir/ Las tormentas volverán a calmarse/ Esto no es el final/ Y volverás a amar otra vez". Asimismo, se publicó en YouTube el mismo día el video lírico con escenas de la película.

## Lista de canciones
La totalidad de las canciones son interpretadas por Celine Dion, a excepción de tres piezas instrumentales a cargo de Keegan DeWitt.

| N.º   | Título                           | Escritor(es)                                | Duración |  |
| 1.    | «Love Again»                     | Dan Wilson Rosaileen Scher                  | 3:32     |  |
| 2.    | «I'll Be»                        |                                             |          |  |
| 3.    | «Waiting on You»                 |                                             |          |  |
| 4.    | «Love of My Life»                | Stephan Moccio Justin Tranter               |          |  |
| 5.    | «The Gift»                       |                                             |          |  |
| 6.    | «It's All Coming Back to Me Now» | Jim Steinman                                |          |  |
| 7.    | «Orpheus and Eurydice»           |                                             |          |  |
| 8.    | «All by Myself»                  | Eric Carmen Serguéi Rajmáninov              |          |  |
| 9.    | «Where Does My Heart Beat Now»   | Robert White Johnson Taylor Rhodes          | 4:33     |  |
| 10.   | «Celine Wisdom»                  |                                             |          |  |
| 11.   | «A New Day Has Come»             | Aldo Nova Moccio                            |          |  |
| 12.   | «Courage»                        | Moccio Erik Alcock Liz Rodrigues            | 4:14     |  |
| 13.   | «That's the Way It Is»           | Kristian Lundin Max Martin Andreas Carlsson | 4:01     |  |
| 14.   | «Love Takes Courage»             |                                             |          |  |
| 56:00 |                                  |                                             |          |  |